# Udo Lindenberg

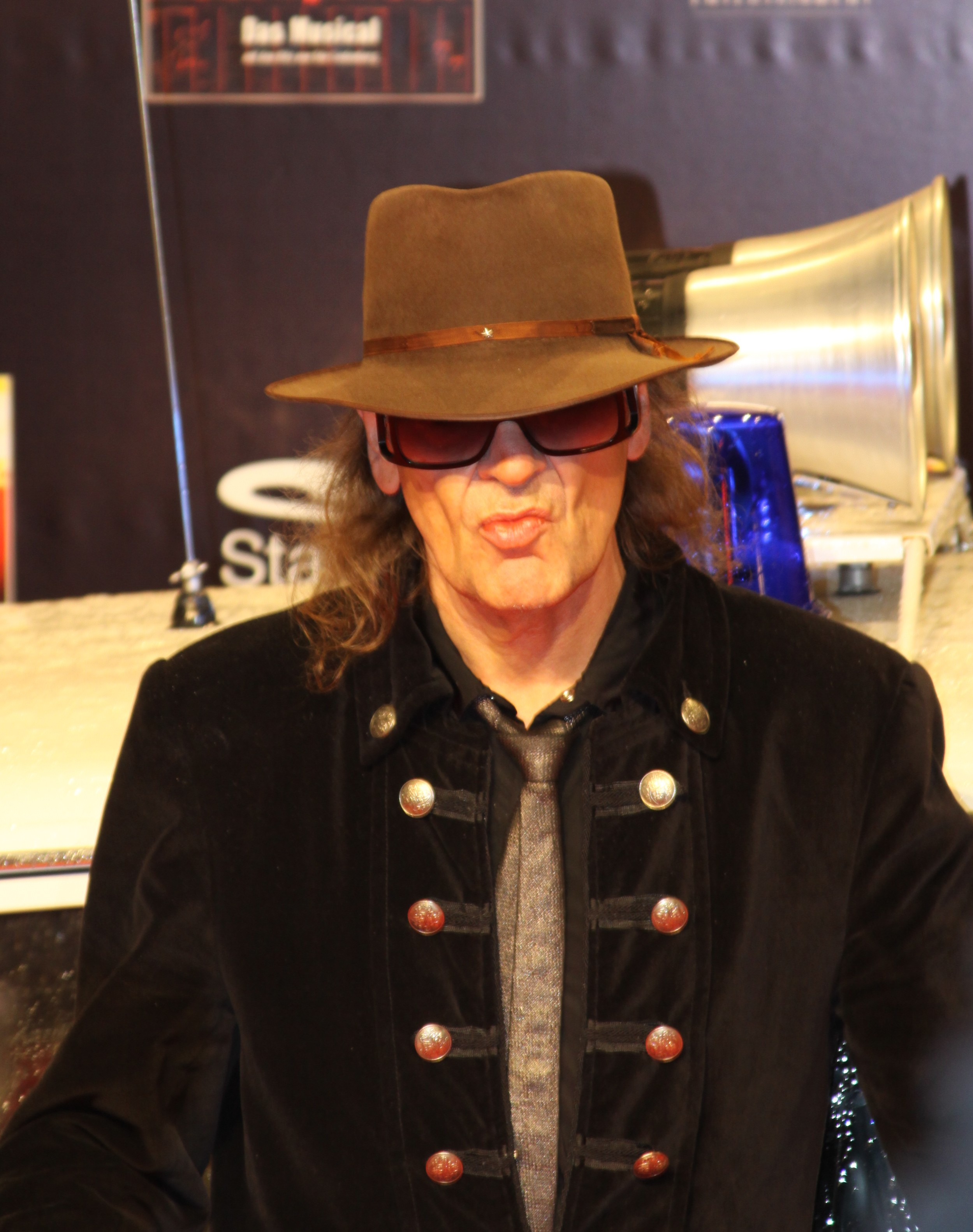
Udo Lindenberg, 2011

Udo Lindenberg (* 17. května 1946, Gronau, Německo) je německý zpěvák, hudebník, malíř a spisovatel.
Začínal jako bubeník v jazzových skupinách Free Orbit a Passport, spolupracoval se saxofonistou Klausem Doldingerem (společně nahráli znělku seriálu Místo činu). V roce 1971 vydal první sólové album Lindenberg, které nevzbudilo velký ohlas. Úspěch měly až jeho další desky Daumen im Wind a Andrea Doria. V roce 1973 založil skupinu Panikorchester, která existuje dodnes. Vedle vlastních skladeb zpíval i coververze známých rockových hitů, často ve vlastním překladu do němčiny. Koncertoval společně s Ericem Burdonem, Allou Pugačovovou nebo Ninou Hagenovou. V roce 1978 uspořádal velké multimediální turné k desce Dröhnland Symphonie, které režíroval Peter Zadek. V roce 1980 natočil film Panische zeiten, kriminální komedii z rockového zákulisí: napsal scénář, režíroval a hrál hlavní dvojroli. Deska Stark wie zwei z roku 2008 byla nejprodávanějším albem v Německu. V roce 2011 nahrál živé album MTV unplugged – Live aus dem Hotel Atlantic, což byla jeho první platinová deska.
V roce 1983 nahrál píseň Sonderzug nach Pankow (Zvláštní vlak do Pankowa) na melodii Chattanooga Choo Choo, v níž reaguje na to, že mu nebylo povoleno koncertovat v NDR. V textu ironicky oslovuje Ericha Honeckera, vysvětluje mu, že vždy chtěl vystupovat ve státě dělníků a rolníků a že ani Sovětský svaz proti němu nic nemá. (Berlínská čtvrť Pankow, kde sídlili mnozí straničtí prominenti, byla na Západě pokládána za symbol východoněmeckého režimu.)
Angažuje se v pomoci rozvojovým zemím, boji za lidská práva a proti neonacismu. Je příznivcem SPD. V roce 2006 založil vlastní humanitární nadaci.
Je autorem autobiografické knihy El Panico. V roce 2010 obdržel Cenu Jacoba Grimma za přínos, kterým byly jeho písňové texty pro rozvoj německé řeči.
Německá pošta vydala v roce 2010 dvě známky, které navrhl sám Lindenberg na motivy svých písní.
V roce 2011 měl premiéru muzikál Hinterm Horizont, který napsal Thomas Brussig podle jeho písní.
Jeho partnerkou je fotografka Tine Acke (* 1977).